# 바슈롬코리아
바슈룸코리아(영어: Bausch Lomb Korea)는 미국 뉴욕에 본사를 두고 있는 눈 건강 전문 기업 바슈롬이며, 바슈롬은 1998년에 대한민국 법인을 설립했다.

## 연혁
- 1982년 12월 콘택트렌즈와 콘텍트렌즈부품 판매 등을 목적으로 대표이사 이종훈에 의해 서울 강남구 서초동 산120에서 영한상사(주)로 설립 (납입자본금 22백만원)
- 1998년 3월 자본금을 1,114백만원으로 증자
- 1998년 5월 외국인 투자기업으로 등록
- 1998년 5월 Bausch&Lomb South Asia Inc.가 지분(50%)을 인수 합작(외국인투자 기업)
- 1998년 5월 상호를 ㈜영한바슈롬으로 변경
- 2005년 1월 현재 상호명을 ㈜바슈롬코리아로 변경
- 2010년 9월 대표이사 모진 사임 및 대표이사 김형준 취임
- 2011년 2월 본점을 서울 강남구 테헤란로98길8, 13층 (대치동,케이티앤지 코스모대치타워)으로 이전
- 2015년 6월 서울 동대문구 장한로 39, 6층(장안동, 장안빌딩)소재 베스콘코리아판매㈜를 흡수합병
- 2015년 6월 대표이사 김형준 사임 및 대표이사 이지민 취임
- 2017년 11월 대표이사 이지민 사임 및 대표이사 김형준 취임